# Una vita (soap opera)
Una vita (Acacias 38) è una soap opera spagnola trasmessa sull'emittente televisiva La 1 di TVE dal 15 aprile 2015 al 4 maggio 2021.
L'edizione italiana è andata in onda dal 22 giugno 2015 al 12 novembre 2022 su Canale 5.

## Trama
La serie è ambientata agli inizi del XX secolo, precisamente tra gli anni 1899 e 1920, e racconta le storie di varie famiglie e del gruppo di domestiche del ricco quartiere di Acacias, situato a Madrid.

### Prima stagione
Spagna, 1899. Carmen Blasco è una giovane che odia la sua vita, perché è sposata con Justo Núñez, un uomo violento che è solito picchiarla e violentarla ogni volta che vuole, ma si sforza di andare avanti e sopportare tutto per la creatura che porta in grembo. Una notte, quando il marito cerca di abusare di lei per l'ennesima volta, la donna si ribella e lo uccide. Così lei e sua madre Teresa fuggono dal paese in cui vivono per evitare di essere catturate, però accade un imprevisto: il parto di Carmen sopraggiunge all'improvviso nel bosco, e così lei dà alla luce una bambina che chiama Innocencia, ma che è costretta ad abbandonare in un convento per garantirle una vita migliore. In seguito Carmen e Teresa si trasferiscono a Madrid dove assumono le false identità rispettivamente di Manuela Manzano e Guadalupe. Qui, grazie all'aiuto di Pablo, fratello di Manuela, riescono a trovare lavoro come domestiche in via Calle Acacias n.38 dove entrano in contatto con tutte le famiglie del quartiere: gli Hidalgo, gli Álvarez - Hermoso, i Palacios, i Ferrero, i De la Serna e i Séler e con tutte le domestiche: Fabiana, Casilda e gli strampalati portinai Servante e Paciencia. Ben presto Manuela si innamora del dottor Germàn De La Serna, marito di Cayetana Sotelo-Ruz, donna maligna e senza scrupoli che farà di tutto per tenersi stretto il marito. Cayetana arriverà ad uccidere involontariamente sua figlia Carlota per far ritornare da lei il marito quando l'avrà abbandonata per stare con Manuela. I due innamorati dovranno affrontare tante peripezie prima di poter vivere serenamente il loro amore, come il ritorno di Justo che si scoprirà essere sopravvissuto e il ritrovamento di Innocencia, però alla fine il male avrà la meglio: Manuela e Germàn, dopo aver perso la piccola Innocencia per mano di Justo, volendo inscenare la loro morte per far ricadere la colpa su Cayetana, finiranno uccisi proprio da quest'ultima e i loro cadaveri verranno occultati dalla perfida Úrsula Dicenta, istitutrice prima e collaboratrice di Cayetana poi.

### Seconda stagione
Madrid, 1900. Arrivano in città il commissario Padial e l'ispettore Mauro San Emeterio, chiamati per investigare sulle morti del dottor De La Serna e della cameriera Manuela Manzano. Cayetana, per evitare di essere coinvolta fa eliminare Padial e per Mauro, far luce su queste morti misteriose diventa una questione di principio. Investigando, si impossessa della cartella clinica di Cayetana e scopre che da piccola fu sottoposta ad un'operazione di appendicite che dovrebbe averle lasciato sul corpo una cicatrice, che però lei non ha. La cicatrice è presente invece sul corpo di Teresa Sierra, una maestra di paese, che si innamora di Mauro. I due si alleano per smascherare la Sotelo-Ruz e vengono a conoscenza di una terribile verità: la domestica Fabiana è la vera madre biologica di Cayetana (che in realtà si chiama Anita) e Teresa è in realtà la vera Cayetana. Questo scambio di persona è avvenuto quando le bambine erano piccole e nella residenza Sotelo-Ruz scoppiò un rovinoso incendio che uccise tutta la famiglia. Fabiana riuscì a salvare da quel rogo solo sua figlia Anita, e credendo che la vera Cayetana fosse morta decise di far passare sua figlia come Cayetana Sotelo-Ruz per garantirle una vita agiata. A questa verità, Cayetana (Anita) giura di rendere impossibile la vita sia a Mauro che a Teresa, dapprima uccidendo Humildad, moglie di Mauro che però lui non amava e facendo sposare Teresa con Fernando, un uomo all'inizio buono e paziente ma che col tempo si rivelerà subdolo e perfido, per poi pentirsi delle sue azioni. Cayetana ucciderà anche il piccolo Tirso, figlio adottivo di Teresa e farà ricadere la colpa di tutti questi omicidi su Úrsula, la quale nel frattempo è venuta a conoscenza anch'essa della verità e ha sposato Don Jaime Alday, padre biologico di Cayetana. Úrsula racconta a Mauro e Teresa tutta la verità su Germàn e Manuela e proprio quando la guardia civile sta per arrestare Cayetana per tutti gli omicidi commessi, in casa sua esplode una bomba piazzata dalla stessa Úrsula, che uccide Cayetana e rende invalido il padre Jaime, che si trovava lì per incontrare sua figlia per la prima volta. La stessa Cayetana, era tormentata dai sensi di colpa per tutto ciò che aveva fatto e, poco prima di morire, grazie a una lettera di Úrsula aveva saputo di non essere stata lei ad uccidere Tirso, ma la stessa Úrsula. Una volta ristabilita Teresa (rimasta anch'essa coinvolta nell'esplosione), lei e Mauro si trasferiscono in Francia dove potranno vivere serenamente il loro amore con il figlio che aspettano.

### Terza stagione
Madrid, 1901. È passato un mese dalla morte di Cayetana Sotelo-Ruz, e il quartiere sembra essere tornato alla normalità. Il suo appartamento, intanto completamente ristrutturato, ha dei nuovi abitanti: Úrsula, sua figlia Blanca, suo marito Jaime e i figli di lui Samuel e Diego. Adesso Úrsula è la nuova signora del quartiere ed è ritornata per un solo scopo: vendicarsi di tutti gli altri signori che tanto l'hanno disprezzata quando era una domestica. Intanto Samuel e Blanca fanno credere di essere fidanzati per non far sì che Úrsula rinchiuda in manicomio la sua stessa figlia. Con il tempo però, verrà a galla tutto il suo oscuro passato: si scoprirà infatti che Úrsula ha un'altra figlia, Olga, che lei ha abbandonato quando era solo una bambina e che è ritornata per vendicarsi. Olga cercherà in tutti i modi di farla pagare a sua madre e a sua sorella, colpevole a suo dire di essere stata scelta per essere salvata, e tenterà di sostituirsi a lei in tutto e per tutto. Purtroppo per lei i suoi piani non andranno a buon fine e arriverà a rapire Blanca con l'intento di ucciderla. Fortunatamente Úrsula giungerà in tempo per salvarla, ma per farlo dovrà uccidere Olga, la sua stessa figlia. In seguito entrambi i fratelli Alday si innamoreranno di Blanca, dando vita a un triangolo amoroso, anche se lei sembrerà ricambiare soltanto il maggiore degli Alday. Blanca scoprirà poi di essere incinta, anche se non saprà con sicurezza chi sia il padre del bambino. Úrsula e Samuel si alleano per evitare che Diego e Blanca possano vivere felici la loro storia d'amore, anche se l'alleanza tra i due non durerà per molto tempo. Samuel, per la tanta gelosia che prova, inizierà a cambiare arriverà ad uccidere suo padre Jaime. Sempre il minore degli Alday, farà rinchiudere Úrsula in un manicomio dopo aver corrotto il padre di lei. Alla fine, Blanca si vendica di Samuel pugnalandolo e, per sfuggire alla guardia civile, scapperà da Acacias con Diego e il loro figlio Moisés.

### Quarta stagione
Madrid, 1902-1903. Dopo la partenza di Diego e Blanca, Samuel, ormai completamente ripreso, decide di aprire una galleria d'arte per riportare all'antico splendore il nome della sua famiglia. Così chiede aiuto a Lucía, cugina di Celia appena giunta in città. Il giorno dell'inaugurazione, però, l'edificio esplode per colpa degli anarchici e questo ridurrà in miseria Samuel. Nello stesso periodo Úrsula esce dal manicomio e ritorna ad Acacias profondamente cambiata: è pentita di tutte le sue malefatte ed è tornata per rimediare ai suoi errori. Giunge nel quartiere anche il nuovo parroco, Padre Telmo, inviato da un ordine di monaci per rubare l'eredità di Lucía e, nonostante sia un parroco, si innamora proprio di lei, ma la ragazza è fidanzata con Samuel. Il ritorno di Úrsula non verrà preso bene dai vicini, che cercheranno di attaccarla in tutti i modi. Gli unici che la sosterranno saranno proprio Padre Telmo e Lucía. Scoppia uno scandalo nel quartiere: si scopre che Lucía è la figlia illegittima dei Marchesi di Válmez, quindi frutto di un incesto, essendo i Marchesi fratelli. Con il passare del tempo anche Lucìa inizia a provare dei forti sentimenti per Telmo. Intanto però la sua relazione con Samuel va avanti e i due decidono di sposarsi. Samuel in realtà vuole sposare Lucía solo per ottenere la sua eredità, in quanto figlia illegittima dei Marchesi di Válmez e perché ricattato dall'usuraio Jimeno Batàn che rivuole tutto il denaro prestato per la costruzione della galleria Alday. Purtroppo per lui i suoi piani vanno in fumo perché sull'altare Lucía si rende conto dello sbaglio che sta commettendo e lascia Samuel, fuggendo con Telmo. I due annunciano la loro relazione a tutti i vicini. Samuel, sia perché ricattato da Batàn e sia perché offeso nell'orgoglio, vuole fare di tutto per impedire la loro relazione, dapprima facendo uccidere Frate Guillermo, mentore di Telmo, facendo ricadere la colpa dell'omicidio su Úrsula, e dopo alleandosi con Padre Bartolomé per accusare Telmo di aver derubato la fondazione benefica, creata proprio da Telmo e Lucía per investire l'eredità ricevuta. Samuel riuscirà nel suo intento e Lucía, delusa dal comportamento di Telmo, lo lascia minacciando di denunciarlo. La stagione si chiude con l'improvvisa morte di Celia, precipitata giù dal balcone di casa Palacios.

### Quinta stagione
Madrid, 1913. Sono passati dieci anni dalla morte di Celia, e molte cose sono cambiate nel quartiere: la sartoria Séler è stata chiusa e al suo posto c'è la pensione Buena Noche diretta da Servante e Fabiana; anche La Deliciosa non esiste più e al suo posto c'è il ristorante Nuovo Secolo gestito da Felicia e i suoi figli Emilio e Camino; Lolita e Antoñito hanno aperto una latteria chiamata Sueño de Cabrahigo; Lucía si è sposata con Eduardo, un uomo burbero e scontroso che è solito maltrattare sia lei che il loro figlio Mateo; Úrsula è l'istitutrice del bambino; Ramón è in carcere perché ritenuto colpevole della morte di Celia e Felipe conduce una vita sregolata dalla morte di sua moglie, adoperandosi però affinché Ramón resti in carcere. Si presenta però l'occasione per far rimettere Ramón in libertà. Antoñito chiede e ottiene la grazia per suo padre che ritorna nel quartiere. Tutti lo evitano e Felipe chiede agli altri vicini di disprezzarlo e non coinvolgerlo nelle faccende del quartiere. Ramón tenta in tutti i modi di svelare la verità a Felipe che però non vuole sentire ragioni. Alla fine però riesce a raccontargli tutto ciò che successe dieci anni prima: lui non uccise Celia ma tentò solo di difendersi dato che quest'ultima voleva ucciderlo e rapire sua figlia Milagros perché gelosa del fatto che la sua amica Trini, defunta moglie di Ramón, avesse avuto un figlio e lei invece avesse perso il suo. Così prima di compiere il folle gesto Celia confessa di aver ucciso Trini in un raptus di gelosia. Così Felipe capisce chi era diventata sua moglie e perdona Ramón. Intanto torna nel quartiere Telmo, disposto a tutto pur di riconquistare Lucía e dimostrare la sua innocenza. Lei lo rifiuta ma alla fine non può che arrendersi alla passione capendo che continua ad amarlo nonostante i molti anni passati lontano l'uno dall'altra. Si scopre che in realtà Mateo non è figlio di Eduardo ma di Telmo, perché lei era già incinta quando lui se ne andò e si sposò con Eduardo in poco tempo per fargli credere che il bambino fosse suo. Purtroppo però i due innamorati non potranno godere la loro felicità: a Lucía viene diagnosticato un cancro ai polmoni e muore nel giro di poche settimane; anche Eduardo muore, avvelenato da Úrsula e così Telmo, nominato nel testamento di Lucía tutore di Mateo, lascia il quartiere con suo figlio per rifarsi una vita altrove. Nel frattempo anche Samuel fa ritorno nel quartiere dopo diversi anni di assenza con una nuova moglie, Genoveva, ex-prostituta che subito dà scandalo nel quartiere per il suo essere disinibita ed emancipata. Purtroppo la coppietta avrà vita breve poiché i creditori che danno la caccia a Genoveva riescono a rintracciarli ad Acacias, dove si erano rifugiati. Samuel tenta di racimolare una somma di denaro per riscattare sua moglie ma nessuno dei vicini è disposto a prestarglieli e così quando Cristóbal Cabrera, il malvivente che li minaccia, si farà vivo vorrà a tutti i costi portare con sé Genoveva. Samuel pur di non permettere ciò fa scudo con il proprio corpo e muore salvando sua moglie che giura vendetta contro tutti i vicini che non hanno mosso un dito per aiutarli.

### Sesta stagione
Madrid, 1913-1914. Dopo la morte di Samuel, Genoveva sparisce per qualche tempo dal quartiere e ritorna con un nuovo marito: Alfredo Bryce. Quest'ultimo si presenta come un grande imprenditore pronto ad arricchire ogni abitante del quartiere che gli affiderà le sue finanze ma in realtà si tratta di una trappola di Genoveva per vendicarsi. Dà inizio al suo piano seducendo Liberto, marito di Rosina, e Antoñito, marito di Lolita, con l'intento di seminare discordia. Grazie all'aiuto di Úrsula, rimasta senza lavoro e affetti dalla morte di Lucía e la partenza di Telmo col piccolo Mateo, riesce nell'intento di vendicarsi anche dei domestici. Tutto il quartiere si trova ora in difficoltà economiche e Ramón e Felipe tentano in tutti i modi di rimediare. Presto però anche i rapporti tra Genoveva e Alfredo si incrinano anche a causa della sua omosessualità che deve tenere all'oscuro per evitare che venga messo alla gogna. Approfittando di questi dissapori tra coniugi, Felipe seduce Genoveva e le fa credere che una volta eliminato il marito potranno essere felici insieme. Genoveva gli crede e fa uccidere Alfredo inscenando una rapina in casa ma dopo la sepoltura Felipe la umilia raccontandole tutta la verità e che in realtà è innamorato di un'altra donna. Quest'altra donna è la domestica mulatta Marcia, appena giunta nel quartiere. Con la morte di Alfredo, tutti i problemi finanziari dei vicini vengono risolti e intanto Genoveva, ferita nell'orgoglio promette vendetta nei confronti di Felipe e la sua amante. 

### Settima stagione
Madrid, 1914. Genoveva è disposta a tutto pur di vendicarsi di Felipe e pertanto inizia ad investigare sul passato di Marcia. Rintraccia un tale Santiago Becerra che dovrebbe essere suo marito che tutti credevano morto e lo fa giungere nel quartiere. Genoveva e Santiago si alleano per dividere Felipe e Marcia e intanto intrattengono una relazione carnale. Genoveva rimane incinta e per legare a sé Felipe, gli fa credere che il bambino sia suo e lo costringe dunque a sposarla. Úrsula in un primo momento è dalla parte di Genoveva e Santiago ma quando in lei si risveglia il sentimento di vendetta sopito da tanti anni, vuole che anche essi paghino. Essendo a conoscenza della reale paternità del figlio di Genoveva, minaccia di rivelarla e perciò viene uccisa in un agguato da Santiago su ordine di Genoveva. Marcia si accorge che colui che dovrebbe essere suo marito ha dei segni sul corpo che non corrispondono a ciò che ricordava e si scopre che in realtà Santiago è il fratello gemello del suo defunto sposo. Santiago però prima di lasciare il quartiere le rivela tutta la verità, in modo che possa farla pagare a Genoveva. Amareggiata dall'aver perso il marito che credeva di aver ritrovato e dal fatto che Felipe ora sia sposato, vuole soltanto rivelargli la verità ma purtroppo Genoveva l'attira in una trappola con la scusa di incontrarla e la pugnala a morte. 

### Ottava stagione
Madrid, 1914-1915. Felipe è distrutto dalla morte di Marcia ma non ha prove per credere che sia stata Genoveva e per salvaguardare la vita di quello che crede essere suo figlio, decide di non agire contro sua moglie. Sfortunatamente Genoveva perde il bambino che aspetta e Felipe infuriato decide di fare chiarezza. In combutta con il commissario Méndez e Santiago, inscena un finto rapimento in cui lui e sua moglie vengono torturati finché Genoveva non confessa che fu lei ad uccidere Marcia. Così viene arrestata in attesa del processo e Felipe crede che finalmente la sua amata possa riposare in pace. Purtroppo non sarà così perché Genoveva verrà dichiarata innocente e rimessa in libertà. Contemporaneamente arriva nel quartiere Maite Zaldúa, nipote di Armando nuovo marito di Susana. La donna è una pittrice proveniente da Parigi che viene vista con ostilità dal quartiere per via della sua emancipazione. Inizia ad interessarsi alla giovane Camino e tra le due inizia una relazione clandestina. Sua madre purtroppo lo scopre e accusandola di professare un amore contro natura la obbliga a sposarsi con Ildefonso Cortés, giovane militare figlio di una delle più ricche famiglie della città. Ottiene inoltre che tutti scoprano la condotta peccaminosa di Maite e la fa cacciare dal quartiere. Sfortunatamente per Camino la situazione peggiora perché nonostante Ildefonso la ami non riesce a possederla carnalmente in quanto eunuco e traumatizzato dalla guerra. Camino rivela questo particolare all'amica Anabel che durante una festa tra vicini lo rende noto. Ildefonso non sopporta il disonore e prima fa perdere le tracce e successivamente si toglie la vita. Camino ora si sente sempre più affranta e colpevole di aver causato la morte del marito ma per fortuna ritorna nel quartiere Maite. Finalmente la madre Felicia accetta la relazione tra le due e acconsente che lascino Acacias per trasferirsi a Parigi. Poco tempo dopo Felisia rincontra il suo amore di gioventù Marcos, padre di Anabel, e decide di sposarlo. Purtroppo la coppia ha vita breve perché Felisia viene avvelenata dalla perfida domestica Soledad, gelosa del suo signore. Marcos scopre che a causare la morte della sua amata è stata lei e intende assicurarla alla giustizia. Soledad però riesce a scappare e si allea con gli anarchici per vendicarsi degli abitanti del quartiere. Marcos nel frattempo viene ucciso da Natalia, sorella di Aurelio Quesada suo vecchio conoscente, che lo pugnala nel tentativo di difendere Genoveva che stava cercando di violentare. Natalia viene arrestata e Genoveva per impedire che racconti la verità la fa uccidere in carcere. Intanto Soledad piazza una bomba ad Acacias che esplodendo uccide Anabel, anche se in realtà viene pugnalata da Aurelio che l'aveva sedotta per accaparrarsi l'eredità di suo padre suo nemico. Nell'attentato anarchico perdono la vita anche Carmen ed Antoñito e Felipe rimane gravemente ferito.

### Nona stagione
Madrid, 1920. Sono trascorsi cinque anni dell'attentato e con la fine anche della Prima guerra mondiale, molte cose sono cambiate nel quartiere: Felipe soffre di un disturbo traumatico ed è ritornato intrattabile come a tempi della morte di Celia; Ramón è diventato burbero ed insensibile e ormai dedica la sua intera esistenza a dare la caccia agli assassini del figlio. Lolita continua a stare vicino a suo suocero nonostante tutto per onorare la promessa fatta al marito in punto di morte. Ha mandato suo figlio Moncho a vivere a Cabrahígo con la speranza che li possa vivere lieto e lontano dai pericoli cittadini. Il ristorante Nuovo Secolo è ora gestito dalla famiglia Sacristán composta dalla nonna Inma, il figlio Pascual e il nipote Guillermo. Quest'ultimi si innamorano rispettivamente di Hortensia e Azucena, madre e figlia, sorella e nipote di Rosina. Genoveva è sposata con Aurelio ed entrambi portano avanti i loro affari sopportandosi a malapena solo per interesse. Su ordine di Aurelio, giunge nel quartiere la coppia Expósito composta da David e Valeria In realtà i due non sono sposati ma è una copertura poiché Aurelio è interessato al vero marito di Valeria, il chimico Rodrigo Lluch, che è scappato dalla sua prigionia dove Aurelio lo costringeva a produrre armi chimica da contrabbandare in Europa. Col passare del tempo, credendo che suo marito sia morto, Valeria inizia a nutrire un sincero affetto per David, salvo poi scoprire che in realtà Rodrigo è vivo. Quest'ultimo con una trappola riesce ad attirare Aurelio nel suo laboratorio e facendogli inalare gas tossici crede di averlo ucciso. Intanto si scopre che Genoveva ha una figlia segreta, Gabriela, che accoglie nel quartiere come sua erede legittima. Tempo dopo aver inscenato la sua morte, Aurelio ritorna nel quartiere intenzionato a vendicarsi di Rodrigo e di sua moglie Genoveva, che nel frattempo ha scoperto essere la mandante dell'omicidio di sua sorella Natalia in carcere anni prima. Fortunatamente il maggiordomo Marcelo spara al suo signore e lo uccide ma non riesce ad impedire che un colpo raggiunga Genoveva che muore tra le braccia di sua figlia. Non appena la madre ha esalato l'ultimo respiro però Gabriela mostra il suo vero volto mettendosi in contatto con Donna Cayetana Sotelo-Ruz, creduta morta da decenni, per informarla che il loro piano di impossessarsi del quartiere ora potrà andare in porto. Alla fine tutto però si risolve per il meglio: Lolita conosce Fidel, che aveva perso nell'attentato moglie e figlio e per lui inizia a provare una certa simpatia; Ramón si rende conto degli sbagli commessi nel corso degli anni e si riconcilia con sua nuora accogliendo Fidel come suo nuovo figlio. Felipe riesce a riprendersi grazie alle cure della dottoressa Dori di cui si innamora. David mette da parte i suoi sentimenti e capisce che il posto di Valeria è accanto a Rodrigo e perciò acconsente affinché i due fuggono dal quartiere per rifarsi una vita altrove. In conclusione viene mostrato che a distanza di molti anni, i discendenti degli antichi abitanti del quartiere continuano a vivere ad Acacias in armonia tra di loro.

## Stagioni e puntate
In Spagna la serie è andata in onda in day-time su La 1 dal 15 aprile 2015 al 4 maggio 2021: la prima stagione è stata trasmessa dal 15 aprile 2015 al 18 febbraio 2016; la seconda stagione è stata trasmessa dal 19 febbraio 2016 al 16 agosto 2017; la terza stagione è stata trasmessa dal 17 agosto 2017 al 9 agosto 2018; la quarta stagione è stata trasmessa dal 10 agosto 2018 al 28 febbraio 2019; la quinta stagione è stata trasmessa dal 1º marzo al 19 agosto 2019; la sesta stagione è stata trasmessa dal 20 agosto 2019 al 27 febbraio 2020; la settima stagione è stata trasmessa dal 28 febbraio al 5 agosto 2020; l'ottava stagione è stata trasmessa dal 6 agosto 2020 al 7 gennaio 2021 e la nona ed ultima stagione è stata trasmessa dall'8 gennaio al 4 maggio 2021.
L'edizione italiana è andata in onda sia in day-time che in prima serata su Canale 5 e su Rete 4: la prima stagione è stata trasmessa dal 22 giugno al 12 febbraio 2016; la seconda stagione è stata trasmessa dal 15 febbraio 2016 al 1ºsettembre 2018; la terza stagione è stata trasmessa dal 3 settembre 2018 al 31 agosto 2019; la quarta stagione è stata trasmessa dal 1º settembre 2019 al 31 marzo 2020; la quinta stagione è stata trasmessa dal 1º aprile al 30 dicembre 2020; la sesta stagione è stata trasmessa dal 1ºgennaio al 1º giugno 2021; la settima stagione è stata trasmessa dal 2 giugno 2021 al 12 febbraio 2022; l'ottava stagione è stata trasmessa dal 15 febbraio al 1ºgiugno 2022 mentre la nona ed ultima stagione è stata trasmessa dal 2 giugno al 12 novembre 2022.
| Stagione         | Puntate | Prima TV Spagna | Prima TV Italia |
| ---------------- | ------- | --------------- | --------------- |
| Prima stagione   | 221     | 2015-2016       | 2015-2016       |
| Seconda stagione | 361     | 2016-2017       | 2016-2018       |
| Terza stagione   | 242     | 2017-2018       | 2018-2019       |
| Quarta stagione  | 137     | 2018-2019       | 2019-2020       |
| Quinta stagione  | 341     | 2019-2020       | 2020-2022       |
| Sesta stagione   | 104     | 2020-2021       | 2022            |
| Settima stagione | 80      | 2021            | 2022            |

## Personaggi e interpreti
- Don Felipe Álvarez-Hermoso (puntata 1-581, 632-1483), interpretato da Marc Parejo.
- Donna Genoveva Salmerón de Quesada (puntata 961-1483), interpretata da Clara Garrido.
- Don Aurelio Quesada (puntata 1286-1483), interpretato da Carlos de Austria.
- Don José Miguel Domínguez Chinarro (puntata 961-1286, 1302-1483), interpretato da Manuel Bandera.
- Donna Mari Belli "Bellita" Del Campo de Domínguez (puntata 1201-1286, 1315-1483), interpretata da María Gracia.
- Donna Alodia Expósito de Quiroga (puntata 1201-1286, 1303-1483), interpretata da Abril Montilla.
- Donna Rosa Maria "Rosina" Rubio Casas de Méndez (puntata 1-1483), interpretata da Sandra Marchena.
- Don Liberto Méndez Aspe (puntata 322-1483), interpretato da Jorge Pobes.
- Don Ramón Palacios Jarabo (puntata 1-1483), interpretato da Juanma Navas.
- Donna Maria Dolores "Lolita" Casado Campos, vedova Palacios (puntata 135-1483), interpretata da Rebeca Alemañy.
- Casilda Escolano Ibáñez, vedova Enraje (puntata 1-1483), interpretata da Marita Zafra.
- Jacinto Retuerto (puntata 617-660, 693-706, 742-785, 929-1483), interpretato da Jona García.
- Donna Fabiana Aguado de Gallo (puntata 1-1483), interpretata da Inma Pérez-Quirós.
- Don Servante Gallo Muñoz (puntata 1-1483), interpretato da David V. Muro.
- Don Ignacio Quiroga del Campo (puntata 1341-1483), interpretato da Marco Cáceres.
- Donna Valeria Cárdenas de Lluch (puntata 1403-1473), interpretata da Roser Tapias.
- Don David Expósito (puntata 1403-1473), interpretato da Aleix Rengel Meca.
- Maruxa "Maruxiña" Corrales (puntata 1404-1483), interpretata da Isabel Garrido.
- Marcelo Gaztañaga (puntata 1404-1483), interpretato da Patxi Santamaría.
- Donna Inmaculada "Inma" Tordera, vedova Sacristán (puntata 1404-1483), interpretata da Inma Sancho.
- Guillermo Sacristán (puntata 1404-1483), interpretato da Julio Peña.
- Donna Hortensia Rubio, vedova Quiñonero (puntata 1405-1483), interpretata da Amaia Lizarralde.
- Azucena Quiñonero Rubio (puntata 1405-1483), interpretata da Judith Fernández.
- Luzdivina Suárez Rebollo (puntata 1409-1483), interpretata da Noelia Marló.
- Donna Adoracion "Dori" Navarro Bellido (puntata 1416-1483), interpretata da Leonor Martin.
- Don Fidel Soria (puntata 1418-1483), interpretato da Alejandro Sigüenza.
- Don Pascual Sacristán (puntata 1424-1483), interpretato da Octavi Pujades.

## Produzione e distribuzione
La serie è stata prodotta dalla TVE, in collaborazione con Boomerang TV, e creata da Aurora Guerra, la stessa autrice de Il segreto.
In Spagna Acacias 38 è stata trasmessa da La 1 dal 15 aprile 2015 al 4 maggio 2021. La soap è stata trasmessa inizialmente nella fascia oraria 16:20-17:20. Con l'arrivo della serie Servir y proteger e la fine della serie Seis hermanas, la soap è stata posticipata di un'ora, andando in onda nella fascia oraria 17:20-18:20. In seguito all'arrivo della serie Mercado Central, la soap è stata posticipata di un'ulteriore ora, venendo trasmessa nella fascia oraria 18:20-19:20.
Nel marzo 2020, a causa dello stato di allerta per il COVID-19, le riprese della serie sono state interrotte; la produzione decise quindi di trasmettere metà puntate al giorno per evitare di rimanerne senza da mandare in onda, mandando in onda un totale di due puntate e mezzo alla settimana. Verso metà maggio la produzione è tornata a girare, ripristinando così la messa in onda regolare da lunedì 15 giugno. A fine gennaio 2021, a quasi sei anni dalla prima puntata, TVE ha annunciato la cancellazione della soap, le cui riprese sono terminate nel mese di marzo 2021.
L'edizione italiana è a cura di Ludovica Bonanome per Mediaset. Il doppiaggio è edito dalla Júpiter Communication, mentre i dialoghi sono a cura di Marinella Armagni, Rossana Bassani, Claudio Beccari, Gabriele Calindri, Elisabetta Cesone, Francesca Perilli e Sergio Romanò. Le prime 50 puntate dell'edizione italiana sono state trasmesse dal 22 giugno al settembre 2015 su Canale 5 con il titolo Una vita. Nell'estate 2018, per recuperare la distanza con le puntate della soap trasmessa in Spagna (di quasi due anni), Canale 5 ha mandato in onda due puntate al giorno. In passato la soap è stata anche trasmessa su Rete 4 il martedì sera dopo Il segreto, prima con una puntata, successivamente con due. L'ultima puntata è stata trasmessa il 12 novembre 2022 su Canale 5, ottenendo 2.304.000 spettatori pari al 22,3% di share.
La serie viene trasmessa anche in Argentina, sul canale Más Chic, e in Cile. Nel maggio 2018 debutta Eugénie Nights, una serie mediorientale basata su Una vita.

### Colonna sonora
Le musiche della soap sono state composte da Alex Conrado.
1. Acacias 38 (sigla)
2. El parto de Manuela
3. Los intrigos
4. Los recuerdos
5. Tema de Olga
6. El regreso de Olga
7. El pasado de Olga
8. Tema de Úrsula y Cayetana
9. El enfrantimiento
10. Los crimines de Úrsula
11. Nuevas maldades
12. La señora del principal
13. Tema de Samuel
14. La venganza de Genoveva
15. Ruina de Acacias
16. Olga salvaje
17. Una segunda oportunidad
18. Ecos de Inocencia
19. Lo que en realidad aconteció
20. El mal se encarna de nuevo
21. Donde va el amor cuando se olvida
22. La calle Acacias
23. Réquiem por una señora
24. Tema de Los Álvarez-Hermoso
25. Tema de Manuela y Germán
26. Tema de Trini
27. Tema de Rosina
28. El pasado de Úrsula
29. Tema de Lolita
30. Los planes de Cayetana
31. Muerte entre las flores
32. La fregona y el médico
33. Tema de Justo
34. Amanece en Acacias
35. En el portal
36. El cuento de la bruja
37. Una gran inversión
38. Tema de Los Alday
39. Veneno de corazón
40. Desolación
41. La encrucijada
42. Tema de Marcia
43. Un ángel caído
44. La señora de los pobres - Tema de Lucía
45. Paz armada
46. Las pobres chicas de altillo
47. Un ángel bajo el árbol
48. El regreso de Justo
49. Los fantasmas de Las Damas
50. Muerte entre las flores
51. Vienes a la vida
52. Barcarola para Inocencia
53. La sastreria
54. Tema de Manuela
55. Despertando en el altillo
56. El tren parte y no estas aquí
57. La chocolatería
58. Candiles apagados
59. No sin ti
60. Desde mi ventana
61. Trini en el portal
62. Las horas tristes
63. Tema de Cayetana
64. Luciernaga
65. Tema de Leandro y Juliana
66. El suceso
67. Victor y María Luisa se conocen
68. Nuestra vida es un suplicio
69. Paseando por Acacias
70. Buscando a Inocencia
71. Los asuntos de Servando
72. Tema de Pablo y Leonor
73. La lluvia nos alcanza
74. Lacrimosa para Carlota
75. Reencuentro
76. El péndulo

La sigla italiana è tratta da quella spagnola, riproducendo solo la parte in cui si inserisce il titolo della soap.

## Ascolti
In Spagna la prima stagione ha avuto un discreto successo con un pubblico medio di un milione di telespettatori e il 10% di share. La seconda stagione risulta essere la più seguita, con un pubblico medio di un milione e mezzo di telespettatori e il 10,6% di share. La terza stagione raggiunge non più di novecentomila telespettatori e il 9,7% di share. La quarta stagione è seguita da quasi novecentomila telespettatori, che equivalgono al 9,3%. La quinta stagione è quella che ha fatto molto progresso, raggiungendo il 10% di share e il pubblico medio di un milione di telespettatori.